# Virpazar

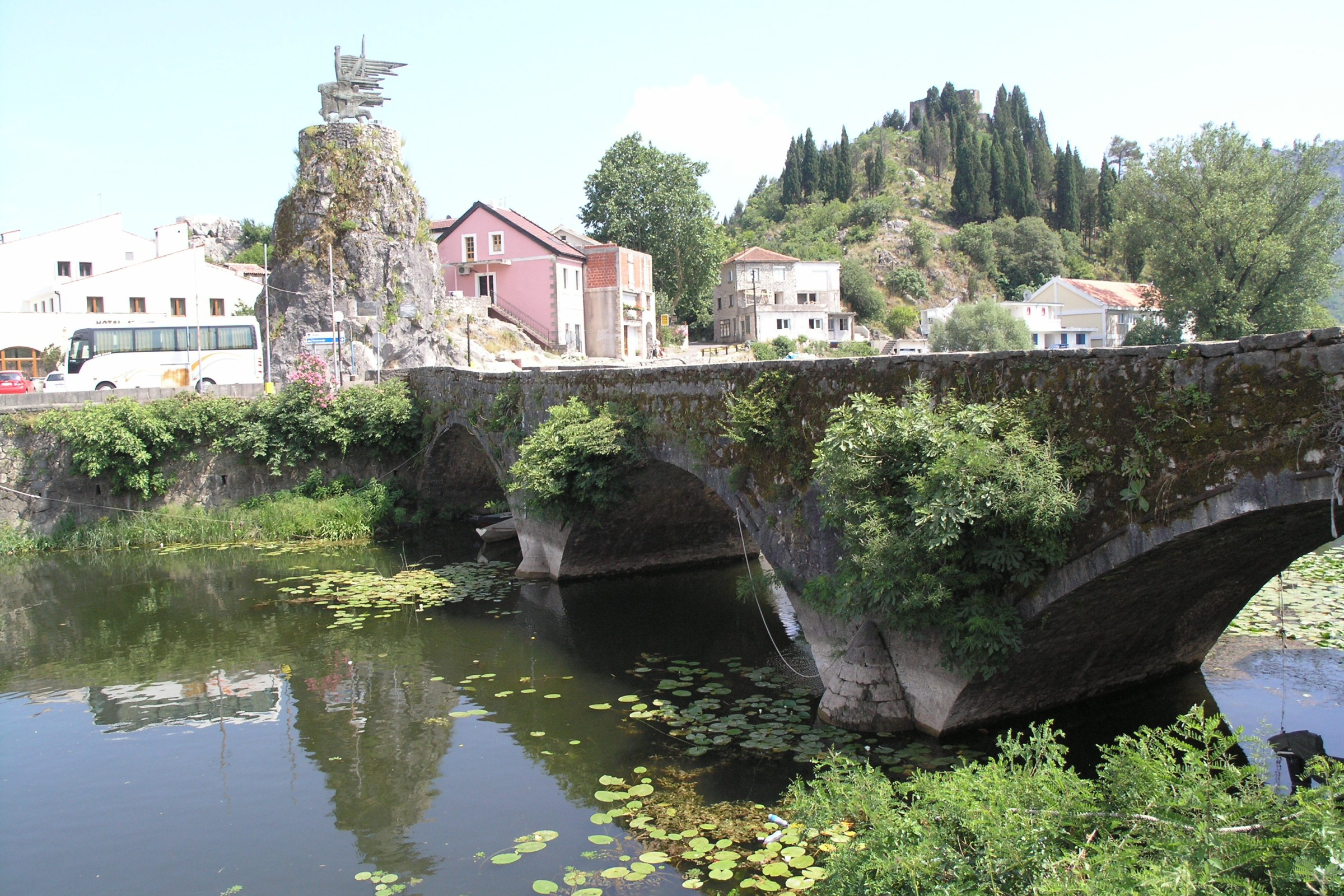
Virpazar

Virpazar (montenegrinisch-kyrillisch Вирпазар; albanisch Viri oder Vir) ist eine städtische Siedlung in der Gemeinde Bar in Montenegro. Sie liegt in der Crmnica-Region am Ufer des Skutarisees. Laut Volkszählung von 2003 hat Virpazar eine Wohnbevölkerung von 337 Menschen.

## Verkehr
Der Bahnhof von Virpazar liegt an der Bahnstrecke Belgrad–Bar. Er wird von Regionalzügen von Podgorica und Bijelo Polje aus nach bzw. von Bar bedient wird. Bis 1959 war Virpazar Endpunkt der Antivari-Bahn.